# Freedom (EP)
Freedom  (estilizado como Freedom.) es un extended play del Cantante y Compositor canadiense Justin Bieber. Se lanzó el 4 de abril de 2021 por Def Jam Recordings. El EP es una continuación del sexto álbum de estudio de Bieber, Justice, lanzado unas semanas antes, el 19 de marzo de 2021.

## Antecedentes
Las primeras pistas de Freedom comenzó cuando Bieber publicó en sus redes sociales imágenes en las que se le veía grabando y trabajando en un estudio de grabación. El 4 de abril, durante la Pascua, unas dos semanas después del lanzamiento del álbum Justice, Bieber anunció por sorpresa en las redes sociales que había lanzado el miniálbum, titulado, Freedom. El EP está inspirado en el góspel.

## Recepción crítica
La revista Vulture comparó el EP con el sexto álbum de estudio de Bieber Justice, diciendo que ambos encuentran a Bieber «rumiando sobre el estado espiritual y existencial».

## Lista de canciones
Créditos adaptados de Apple Music.

| Freedom |                                                                         | |                                       |          |  |
| N.º     | Título                                                                  | Escritor(es) | Productor(es)                         | Duración |  |
| 1.      | «Freedom» (con Beam)                                                    | Justin Bieber, Tyshane Thompson, Jordan Douglas, Matthew Samuels, Anderson Hernandez y Miloš Angelov              | Boi-1da, Vinylz y Don Mills**         | 2:45     |  |
| 2.      | «All She Wrote» (con Brandon Love y Chandler Moore)                     | Bieber, Brandon Burke, Chandler Moore, Sean Momberger, Samuels, Hernandez, Leigh Elliott y Gerald Levert          | Boi-1da, Vinylz y Lee Major           | 3:54     |  |
| 3.      | «We're in This Together»                                                | Bieber, Nima Jahanbin, Paimon Jahanbin, Federico Vindver, Angel Lopez e Isaiah Johnson                            | Wallis Lane, Fede Angel y DJ Alizay** | 3:02     |  |
| 4.      | «Where You Go I Follow» (con Pink Sweats, Chandler Moore y Judah Smith) | Bieber, David Bowden, Judah Smith, Jonathan Gateretse, Lenard Ishmael, Luigi Tiano, O'Necean Gordon y Tarik Henry | Goatsmans                             | 3:33     |  |
| 5.      | «Where Do I Fit In» (con Tori Kelly, Chandler Moore y Judah Smith)      | Bieber, Tori Kelly, Moore, Smith, Gateretse, Ishmael, Tiano, Gordon, Henry y Britney Spears                       | Goatsmans                             | 4:47     |  |
| 6.      | «Afraid to Say» (con Lauren Walters)                                    | Bieber y Julian McGuire                                                                                           | Justin Bieber y JULESTHEWULF*         | 4:23     |  |
| 22:24   |                                                                         | |                                       |          |  |

Notas
- * significa coproductor
- ** significa productor adicional

## Historial de lanzamiento
| País   | Fecha              | Formato                     | Discográfica       | Ref   |
| ------ | ------------------ | --------------------------- | ------------------ | ----- |
| Varios | 4 de abril de 2021 | descarga digital, streaming | Def Jam Recordings | [ 9 ] |